# Sierra Velluda
Sierra Velluda är en bergskedja i Chile.   Den ligger i regionen Región del Biobío, i den södra delen av landet, 400 km söder om huvudstaden Santiago de Chile.
Runt Sierra Velluda är det mycket glesbefolkat, med 2 invånare per kvadratkilometer.